# Accesoriu
Accesoriile sunt piese anexe care se montează la un sistem tehnic (aparat, mașină, construcție etc.). Accesoriile nu fac parte integrantă din sistem, dar sunt folosite în legătură cu serviciul lui.

## Subcategorii
- Accesorii mobila
- Accesorii auto
- Accesorii gms
- Accesorii vestimentare

Acest articol conține text din Dicționarul enciclopedic român (1962-1966), aflat acum în domeniul public.